# Lili Marleen
Lili Marleen (br: Lili Marlene; pt: Lili Marleen) é um filme alemão de 1981 do gênero "Drama de Guerra" dirigido e co-roteirizado por Rainer Werner Fassbinder e estrelado por Hanna Schygulla, Giancarlo Giannini e Mel Ferrer. É baseado na canção Lili Marleen, cantada por Lale Andersen, e no romance dela com Rolf Liebermann. No filme eles se chamam Willie e Robert Mendelsson.

## Sinopse
Às vesperas da eclosão da Segunda Guerra Mundial, a cantora de cabaret Willie (Hanna Schygulla) e o pianista boêmio Robert (Giancarlo Giannini) se apaixonam em Zurique, na Suíça. Robert é judeu e a familía dele não quer o relacionamento pois Willie é alemã. Ao voltar de uma viagem da Alemanha com Robert, Willie é impedida de cruzar a fronteira e retornar à Suíça. Ela foi expulsa do país por dívidas, em uma ação furtiva do pai de Robert, o poderoso David Mendelson (Mel Ferrer). Sem alternativa, Willie é obrigada a ficar em seu país natal e acaba por se envolver com Henkel (Karl-Heinz von Hassel), um poderoso comandante nazista. Enquanto a II Guerra Mundial se desenrola, Henkel a ajuda a gravar um disco e uma das canções, Lili Marleen, toca na Rádio de Belgrado e se torna extremamente popular entre as tropas alemãs que estão na frente de batalha. Lili fica famosa e recebe os privilégios do regime, inclusive conhecendo pessoalmente Adolph Hitler. Robert não se conforma que Willie tenha se tornado um símbolo do regime nazista e volta à Alemanha para falar com ela, usando documentos falsos. Ele é feito prisioneiro e Lili passa a ser suspeita de espionagem.

## Elenco principal
- Hanna Schygulla...Willie
- Giancarlo Giannini...Robert Mendelsson
- Mel Ferrer...David Mendelsson
- Karl-Heinz von Hassel...Henkel (como Karl Heinz von Hassel)
- Erik Schumann...von Strehlow
- Hark Bohm...Taschner
- Gottfried John...Aaron
- Karin Baal...Anna Lederer
- Christine Kaufmann...Miriam
- Udo Kier...Drewitz
- Roger Fritz...Kauffmann
- Rainer Will...Bernt
- Raúl Gimenez...Blonsky (como Raul Giminez)
- Adrian Hoven... Ginsberg
- Willy Harlander...Prosel

## Prêmios e indicações

### Prêmios
Bambi Awards
- Melhor atriz: Hanna Schygulla - 1981